# Adéodat Compère-Morel
Adéodat Compère-Morel (Breteuil, 5 de octubre de 1872-Sernhac, 3 de agosto de 1941) fue un político socialista francés.

## Biografía
Nació el 5 de octubre de 1872 en Breteuil, en el departamento de Oise. De tendencia guesdista —fue incluso amigo personal y biógrafo del propio Jules Guesde— se convirtió en el especialista en política rural de la SFIO, y ocupó un asiento de diputado por Gard entre 1909 y 1936. Fue también el director técnico de L'encyclopédie socialiste. Falleció el 3 de agosto de 1941 en Sernhac.